# ریچفیلد (پنسیلوانیا)
ریچفیلد (به انگلیسی: Richfield) یک منطقهٔ مسکونی در ایالات متحده آمریکا است که در شهرستان جونیاتا، پنسیلوانیا واقع شده‌است. ریچفیلد ۲٫۲ کیلومتر مربع مساحت و ۵۴۹ نفر جمعیت دارد و ۱۹۹٫۹۵ متر بالاتر از سطح دریا واقع شده‌است.